# Принстон (Айдахо)
Принстон (англ. Princeton) — переписна місцевість (CDP) в окрузі Лейта штату Айдахо США. Населення — 193 особи (2020).

## Географія
Принстон розташований за координатами 46°55′2″ пн. ш. 116°49′34″ зх. д. / 46.91722° пн. ш. 116.82611° зх. д. (46.917213, -116.826098).  За даними Бюро перепису населення США в 2010 році переписна місцевість мала площу 1,66 км², з яких 1,65 км² — суходіл та 0,01 км² — водойми.

## Демографія
Згідно з переписом 2010 року, у переписній місцевості мешкало 148 осіб у 61 домогосподарстві у складі 39 родин. Густота населення становила 89 осіб/км².  Було 72 помешкання (43/км²).
Расовий склад населення:
| - 97,3 % — білих - 0,0 % — осіб інших рас |

До двох чи більше рас належало 2,7 %. Частка іспаномовних становила 3,4 % від усіх жителів.
За віковим діапазоном населення розподілялося таким чином: 29,1 % — особи молодші 18 років, 54,0 % — особи у віці 18—64 років, 16,9 % — особи у віці 65 років та старші. Медіана віку мешканця становила 38,7 року. На 100 осіб жіночої статі у переписній місцевості припадало 108,5 чоловіків;  на 100 жінок у віці від 18 років та старших — 110,0 чоловіків також старших 18 років.
Середній дохід на одне домашнє господарство  становив 33 775 доларів США (медіана — 33 333), а середній дохід на одну сім'ю — N доларів (медіана — -). За межею бідності перебувало 0,0 % осіб, у тому числі 0,0 % дітей у віці до 18 років та 0,0 % осіб у віці 65 років та старших.
Цивільне працевлаштоване населення становило 9 осіб. Основні галузі зайнятості: сільське господарство, лісництво, риболовля — 100,0 %.